# Tuareg-Mandingo-Schwert
Das Tuareg-Mandingo-Schwert ist eine afrikanische Waffe. Afrikanische Schwerter wurden in verschiedenen Ländern und von verschiedenen Ethnien Afrikas als Kriegs-, Jagd-, Kultur- und Standeswaffe entwickelt und genutzt. Die jeweilige Bezeichnung der Waffe bezieht sich auf eine Ausprägung dieses Waffentyps, die einer bestimmten Ethnie zugeordnet wird.

## Beschreibung
Das Tuareg-Mandingo-Schwert hat eine gerade, zweischneidige Klinge mit einem starken Hohlschliff, der bis an den Ort reicht. Der Ort ist halbrund gearbeitet und wird durch den Hohlschliff zweiteilig. Die Klinge ist eine Mischform von Schwertern, die bei den Ethnien der Tuareg und der Mandingo gebräuchlich sind. Das Heft besteht aus Holz und ist poliert. Der Knauf ist aus Eisen und zu einem spitzen Dorn ausgearbeitet. Das Schwert wird von den Ethnien der Tuareg und Mandingo benutzt.